# Luprea picta
Luprea picta är en skalbaggsart som först beskrevs av Thomas Say 1824.  Luprea picta ingår i släktet Luprea och familjen bladbaggar. Inga underarter finns listade i Catalogue of Life.